# تاج‌الملوک آیرملو
تاج آیرُملو (۲۷ اسفند ۱۲۷۴ – ۱۹ اسفند ۱۳۶۰) معروف به تاج‌الملوک و ملکه پهلوی، ملکهٔ ایران در دوران پادشاهی رضاشاه (همسر رضاشاه) و مادر محمدرضاشاه بود.

## زندگی

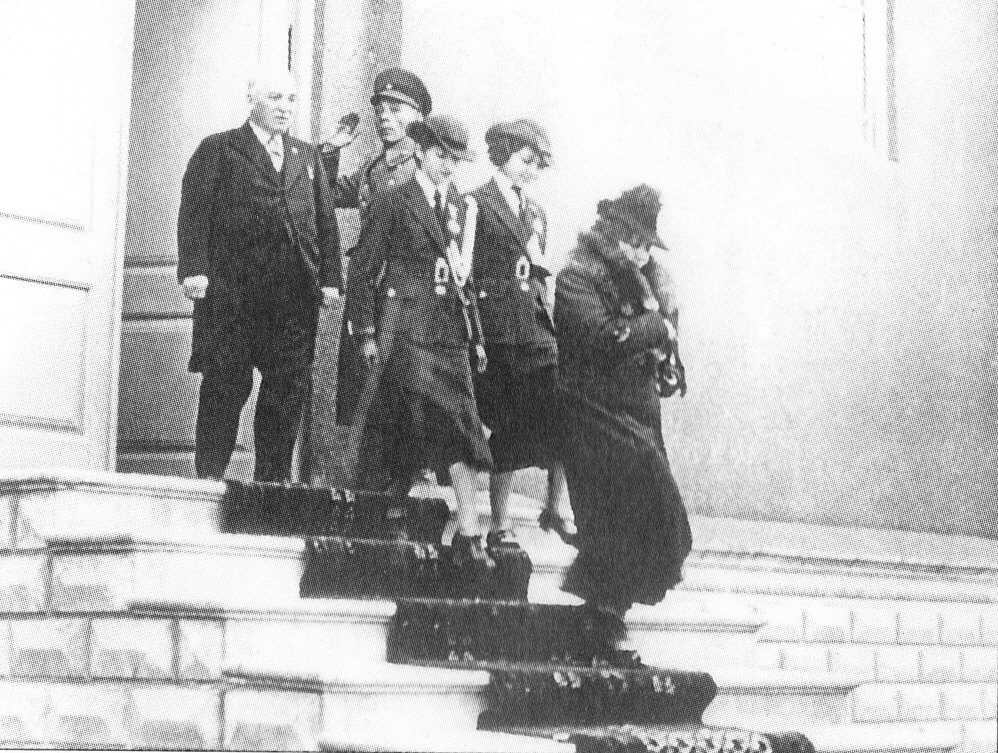
در روز ۱۷ دی ۱۳۱۴ تاج‌الملوک آیرُملو، همسر رضاشاه و دخترانشان شمس و اشرف بدون حجاب به دانشسرای تربیت معلم رفتند.

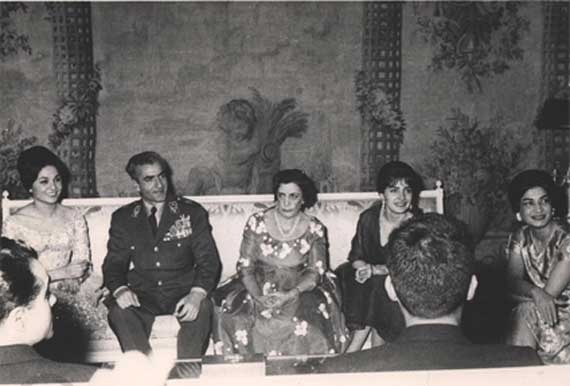
از راست: اشرف پهلوی، شهناز پهلوی، تاج‌الملوک، محمدرضا پهلوی و فرح دیبا در مراسم نامزدی محمدرضا و فرح پهلوی

تاج خانم یا تاج‌الملوک دختر یاور (سرگرد) تیمورخان آیرملو و از سران قزاق بود. تیمورخان آیرملو از مهاجرین قفقازی بود که طی تحویل ۱۷ شهر قفقاز به روسیه به ایران مهاجرت کردند. تاج‌الملوک در سال ۱۲۹۵ خورشیدی به عقد رضاشاه پهلوی درآمد. تاج‌الملوک مادر محمدرضا و اشرف و علیرضا و شمس پهلوی است. وی پس از تبعید و استعفای همسرش رضاشاه و در دوره پادشاهی پسرش محمدرضاشاه پهلوی، «ملکه مادر» لقب گرفت.

## ازدواج اول با رضاشاه
او زمانی که هنوز رضاشاه افسر آتریاد قزاق بود، با وی ازدواج کرد. رضا شاه برای تشکیل خانواده خود در محله سنگلج خانه‌ای اجاره نمود و ظرف مدت ۵ سال، صاحب چهار فرزند (دو دختر و دو پسر) شد. این چهار فرزند شمس، محمدرضا، اشرف و علیرضا نام دارند. تاج‌الملوک پس از به سلطنت رسیدن رضاشاه، به علت اینکه مادر ولیعهد محسوب می‌شد از اعتبار و نفوذ ویژه‌ای برخوردار شد که آن را در دوران سلطنت پسرش نیز حفظ کرد.

## ازدواجِ دوّم
یک سال پس از مرگ رضا شاه تاج‌الملوک آیرملو با فرزند یکی از مالکان بزرگ فارس یعنی غلامحسین صاحب دیوانی از خاندان قوام شیرازی ازدواج کرد. غلامحسین صاحب دیوانی که از نظر سنی از تاج‌الملوک کوچکتر بود بعد از چند سال از او جدا شد.

## دوران پادشاهی خاندان پهلوی
تاج‌الملوک در دوران پادشاهی رضاشاه یک بانوی درباری و ملکه بود و اجازه دخالت در مسائل سیاسی را نداشت و تنها در امور مالی فعالیت می‌کرد. وی در زمان سلطنت رضاشاه ملکه اول ایران بود. وی در سال ۱۳۱۲ برای دیدار پسرش ولیعهد جوان (محمدرضا)، سفرهایی به آلمان، سوئیس و فرانسه داشت.
پس از استعفاء و مرگ رضاشاه و به سلطنت رسیدن محمدرضا پهلوی، تاج‌الملوک به ملکه‌مادر ملقب گشت. به دستور محمدرضا پهلوی، کاخی در منطقه مازوپشته زوات در جنوب غرب شهر چالوس برای سکونت و استراحت وی تحت مدیریت اسدالله علم ساخته شد. مادر محمدرضاشاه حدود یک ماه در سال به ویژه زمانی که پسرش در کاخ رامسر به سر می‌برد در این کاخ زندگی می‌کرد. این کاخ به کاخ مادر مشهور است. میر ناصر مشیری فرزند مشیرالسلطان تا آخر عمر پیشکار و رئیس دفتر ملکه مادر بود و همراه ایشان از کشور خارج شدند.
بیمارستان قلب ملکه مادر (بیمارستان قلب شهید رجایی کنونی - واقع در تهران) به همت ملکه تاج‌الملوک بنیان یافت و از بهترین و مجهزترین بیمارستان‌های تخصصی در جهان به‌شمار می‌رفت. این مؤسسه که همه پزشکان آن ایرانی بودند، علاوه بر خدمات درمانی، وظیفه مهمی در آموزش تخصصی بیماری‌های قلب و عروق به عهده داشت.
تاج‌الملوک همچنین در روستای مردآباد کرج ویلایی ساخت و این روستا را شاه‌دشت (ماهدشت امروزی) نامید. این ویلا امروزه ساختمان شهرداری ماهدشت است.
به گفته اردشیر زاهدی، ملکه مادر دستپخت خوشمزه‌ای داشت و با وجود آن‌که ملکه ایران بود، برای همسر و فرزندانش خود آشپزی می‌کرد.

## انقلاب و خروج از ایران
در ۲۳ دی، حدود دو میلیون نفر در سی شهر دست به راهپیمایی زده و خواستار بازگشت خمینی، برکناری شاه و استعفای بختیار شدند. در ۲۶ دی ماه، هنگام خروج شاه از کشور به مقصد قاهره (که به گفته دولت، برای «استراحت» صورت گرفت)، صدها هزار نفر به خیابان‌ها ریختند تا این رویداد را جشن بگیرند. در ۲۲ بهمن ۱۳۵۷ انقلاب اسلامی فرا رسید و سلطنت ۵۳ساله پهلوی فرو پاشید.
ملکه تاج‌الملوک همسر رضاشاه که به هنگام انقلاب زنی سالخورده بود به همراه دختر بزرگش شمس پهلوی و دامادش مهرداد پهلبد (شوهر شمس) از کشور خارج شد.
۲سال بعد محمدرضاشاه تنها پسر باقیمانده ملکه تاج‌الملوک در قاهره درگذشت. در روایتی گویند که ملکه تاج‌الملوک به دلیل آلزایمر وقوع انقلاب و حتی مرگ پسرش را متوجه نشد.

## درگذشت
یک سال پس از درگذشت محمدرضاشاه، تاج‌الملوک در آکاپولکو، مکزیک، در ۱۰ مارس ۱۹۸۲ (۱۹ اسفند ۱۳۶۰) پس از یک دوره طولانی ابتلا  به  سرطان خون هشت روز قبل از زادروز ۸۶ سالگی خود، درگذشت. جسد او به نیویورک منتقل شده و در آنجا به خاک سپرده شد.

## جعل مصاحبه و چاپ کتاب
کتابی با عنوان خاطرات ملکه پهلوی که به خاطرات تاج‌الملوک نیز معروف است توسط مؤسسه انتشارات به آفرین به چاپ رسیده که تاکنون چند بار تجدید چاپ نیز شده است. مصاحبه‌کنندگان این کتاب ملیحه خسروداد و تورج انصاری و محمدعلی باتمانقلیج بوده‌اند که مدعی مصاحبه با تاج‌الملوک آیرملو در آخرین روزهای حیاتش شده بودند.
خسرو معتضد، کتاب خاطرات ملکه پهلوی را مشکوک و مجعول می‌داند زیرا تاج‌الملوک در اواخر حیات خود بیماری آلزایمر داشته و قادر به سخن گفتن نبود و همچنین عنوان داشته که به نظر نمی‌رسد اصلاً چنین مصاحبه ای انجام شده باشد و ملکه پهلوی چنان مطالبی بیان کرده باشد.
عبدالله شهبازی نیز با جعلی خواندن این کتاب آن را در ادامه تولید کتاب‌هایی جعلی مانند دخترم فرح دانسته و با انتقاد از وزارت ارشاد به خاطر صدور مجوز می‌گوید «این فرد بعد از کتاب دخترم فرح، خاطراتی به نام تاج‌الملوک پهلوی (مادر محمدرضا شاه پهلوی) به بازار عرضه کرده و بعد هم خاطراتی به نام اردشیر زاهدی منتشر کرده است.»
یعقوب توکلی با انتقاد از شیوه بعضی نویسندگان در تجاری نویسی و جعل خاطرات شخصیت‌های تاریخی و تبدیل این جعلیات به سند تاریخی و اشاره به تجدید چاپ و فروش گسترده کتبی چون دخترم فرح و خاطرات ملکه پهلوی هر دو کتاب را صراحتاً جعلی دانسته و نویسنده کتب را نامعلوم می‌داند و تصریح کرده که هیچ سندی برای این که این کتاب‌ها توسط خانم فریده دیبا به عنوان مادر فرح یا تاج‌الملوک نوشته شده باشند در دست نیست، ایشان مطالبی را در این کتاب عنوان کرده که مثلاً افرادی چون ارتشبد فردوست یا ارتشبد طوفانیان به عنوان یک چهره امنیتی اطلاعاتی، بدان دسترسی داشته‌اند.
فرح پهلوی همچنین در مصاحبه‌ای گفته است: «باید به هموطنانم یادآوری کنم که ظاهراً کتاب‌های زیادی به اسم من، مادرم، ملکه مادر و برادران شاه، در جمهوری اسلامی چاپ می‌شود که همه ساختگی است. کتاب دخترم فرح که به اسم مادرم چاپ شده جعلی است و مادرم هرگز خاطراتی ننوشت. تازه در این کتاب نوشتند ترجمه انگلیسی، که مادرم هیچ‌گاه انگلیسی صحبت نمی‌کرد. اسم خانمی هم که به عنوان مترجم نوشته‌اند اصلاً چنین مترجمی و چنین ناشری در انگلیس وجود ندارد. من خواستم این مسئله را هم وطنانم بدانند.»

## نگارخانه

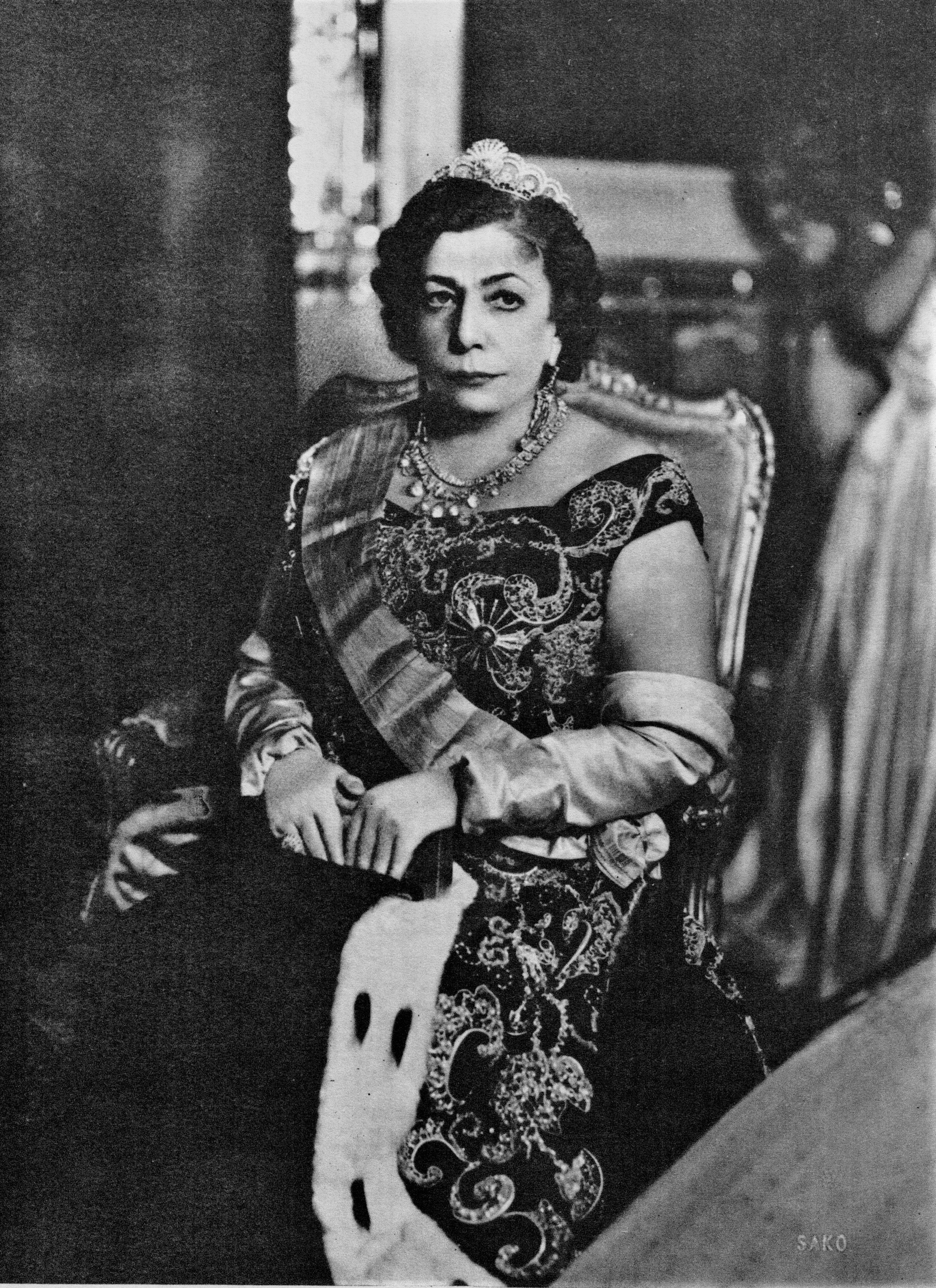
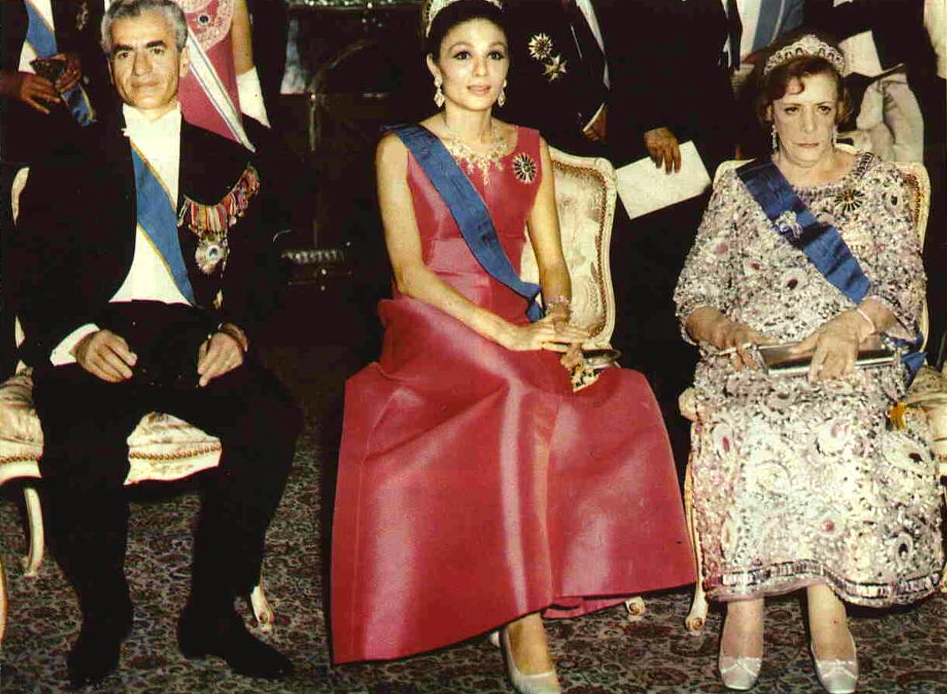
از راست به چپ: تاج الملوک، فرح پهلوی، محمدرضا پهلوی